# Shinnosuke Fujita
Shinnosuke Fujita (geboren am 21. November 2000) ist ein japanischer Skispringer.

## Werdegang
Shinnosuke Fujita trat ab 2015 zu ersten Wettbewerben der Fédération Internationale de Ski an, unter anderem im FIS Cup. Bei den Nordischen Junioren-Skiweltmeisterschaften 2019 im finnischen Lahti nahm er am Einzelwettkampf von der Normalschanze teil, wurde jedoch wegen einer zu großen Skilänge im Verhältnis zu seinem Körpergewicht disqualifiziert.
In der Saison 2019/20 gab er am 22. Februar 2020 im italienischen Val di Fiemme mit einem 41. sowie einem 33. Platz sein Debüt im Skisprung-Continental-Cup. Wenige Wochen später sprang er im Einzelwettkampf bei den Nordischen Junioren-Skiweltmeisterschaften 2020 in Oberwiesenthal auf Rang 35. Mit dem japanischen Team wurde er Fünfter.
Im Sommer 2021 erreichte er bei zwei Wettkämpfen in Kuopio mit jeweils einem zehnten und elften Platz seine ersten beiden Punkteplatzierungen im Continental Cup. Am 5. September 2021 debütierte er im kasachischen Schtschutschinsk im Skisprung-Grand-Prix und erreichte mit einem neunten Platz sogleich seine ersten Grand-Prix-Punkte.

## Statistik
Grand-Prix-Platzierungen
| Saison | Platz | Punkte |
| ------ | ----- | ------ |
| 2021   | 038.  | 0053   |
| 2022   | 072.  | 0007   |